# Speicherbaustein
Ein Speicherbaustein ist ein diskreter integrierter Schaltkreis (IC), das heißt ein IC in einem Gehäuse, bestehend aus einer Vielzahl von Speicherzellen. Diese elektronischen Bauteile werden einzeln für das Auflöten auf eine Leiterplatte, z. B. die Hauptplatine eines Computers oder ein Speichermodul, angeboten.
Speicherbausteine sind neben den Bausteinen der Logikschaltungen wesentliche Bestandteile eines digitalen Systems. Sie stellen je nach Typ, das Langzeit- und Kurzzeit-Gedächtnis dieser Systeme, wie ein Computer, dar. Dies umfasst beispielsweise Startladeroutinen im BIOS als auch Speicherung von Arbeitsvariablen bei der Verarbeitung eines Anwendungsprogramms im Arbeitsspeicher. Ursprünglich waren diese Funktionen ausschließlich in Speicherbausteinen realisiert. Mit zunehmender Komplexität der Systeme, höherem Integrationsgrad von ICs und kürzeren Schaltzeiten wurden zusätzliche Speicherbausteine hinzugefügt, die (zum Teil gleich) aus Kosten-, Zuverlässigkeits- und Geschwindigkeitsgründen zusammen mit den Logikschaltungen in einem monolithischen IC realisiert wurden. Beispiele hierfür sind der Cache in einem konventionellen Computersystem als auch eingebetteter Speicher für Langzeitdatenspeicherung in modernen Mikrocontrollern.
Eine weitere Anwendung von Speicherbausteinen sind große nichtflüchtige Speicher wie sie in Halbleiterspeicher-Festplatten, USB-Massenspeicher oder in Speicherkarten verwendet werden.
Speicherbaustein sind in verschiedenen Formen verfügbar. Man unterscheidet sowohl hinsichtlich der genutzten Halbleiterspeicher-Technik als auch des genutzten Chipgehäuses bzw. ihrer Ansteuerung.
Gängige Speichertechniken sind hierbei Random-Access Memory (RAM), Dynamic Random Access Memory (DRAM), MROM, EPROM, EEPROM oder Flash-Speicher. Sie wird je nach Verwendung des Speichers gewählt, z. B. nichtflüchtiger Langzeitspeicher wie in einem BIOS oder schneller Kurzzeitspeicher wie beim Arbeitsspeicher eines Computer-Systems.
Andere Speichermedien von Computersystemen wie magnetische Festplatten, Magnetbändern oder optischen Speicher (z. B. CDs und DVDs) werden üblicherweise nicht als Speicherbaustein bezeichnet.